# 新正統主義
新正統主義（しんせいとうしゅぎ、英語: Neo-orthodoxy）は、16世紀の宗教改革の強調点を新しく捉え直そうとする20世紀の神学の流れに対して、アングロアメリカの神学界が与えた名称。内在主義と楽観主義が強い19世紀の自由主義神学に対抗して、神の超越性、人間の罪性、神の恵みのみによる救いなどを、従来の宗教改革的な正統主義ではなく、啓蒙主義以降の近代的視点から捉えなおそうとした。弁証法神学とも呼ばれる。

## 新正統主義の広がり
20世紀のスイスのカール・バルト、エミール・ブルンナー、フリードリヒ・ゴーガルテン、エードゥアルト・トゥルンアイゼンなどを中心としてヨーロッパで始まり、スウェーデンのグスターフ・アウレン、スカンジナビアのアンダース・ニーグレン、イギリスのドッド、リチャードスン、ベイリ、ホフキンズ、アメリカのラインホルド・ニーバーなどに国際的に広がっていった。

## バルトたちの新正統主義
バルトの特徴は「神の言葉の神学」と呼ばれる神学にある。バルトは、誤りだらけの人間のことばに過ぎない聖書が、神との出会いの契機において、神のことばと見なされるときがあるとし、聖書の客観的な権威を認めない。新正統主義の聖書観は、断続的神言化説と呼ばれる。バルトは、自由主義神学（リベラル神学）に欠陥があるとしたが、聖書についてリベラル派の高等批評を受け入れていた。
正統主義では、聖書を神の言葉と信じるが、それに対して新正統主義は聖書そのものの霊感を認めず、聖書は神のあかしであるという。また新正統主義の神学者ブルンナーは、正統主義の聖書観を「紙の教皇」（Paper Pope）と呼んで否定した。

## 日本の新正統主義
日本のエキュメニカル派の神学には、バルトの弁証法神学が強く影響を及ぼしており、植村正久の後継者である高倉徳太郎がその備えをしたとされる。高倉はバルト以前のバルトと呼ばれるピーター・フォーサイスの影響を受け、1924年に東京神学社でバルトとブルンナーを紹介した。バルトは世界像、人間観、歴史的、宗教的、神学的矛盾、文化的制約において、聖書が誤っていると主張した。
高倉徳太郎の神学は、バルト主義者の桑田秀延、熊野義孝、山本和が継承し、日本で発展した。戦後のプロテスタント神学は「バルトの刻印」を帯びていると評される。この系統を日本において代表する神学校は、日本基督教団の東京神学大学であり、桑田秀延、北森嘉蔵、竹森満佐一らを輩出している。

## 保守派による批判
コーネリウス・ヴァン・ティルは、バルトの聖書観では、神そのものと、福音の真理を知ることができないと批判している。改革派の神学者K・ルニアは、1971年に来日して「神の言葉としての聖書」と題する講演を行い、福音派の信じる聖書の霊感と、新正統主義の霊感理解とを区別した。